# Bjargtangar

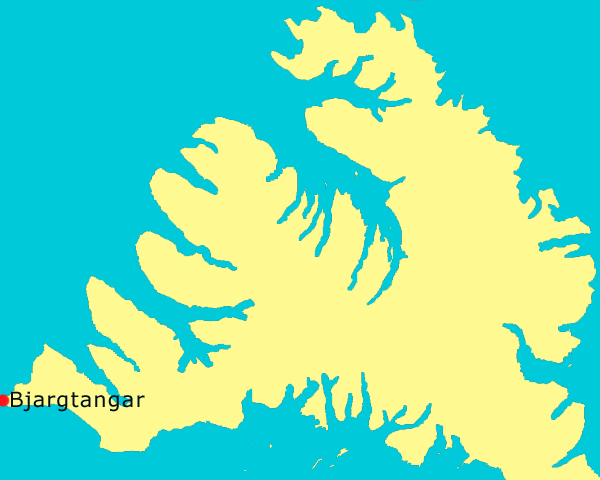
Lage von Bjargtangar in den Westfjorden

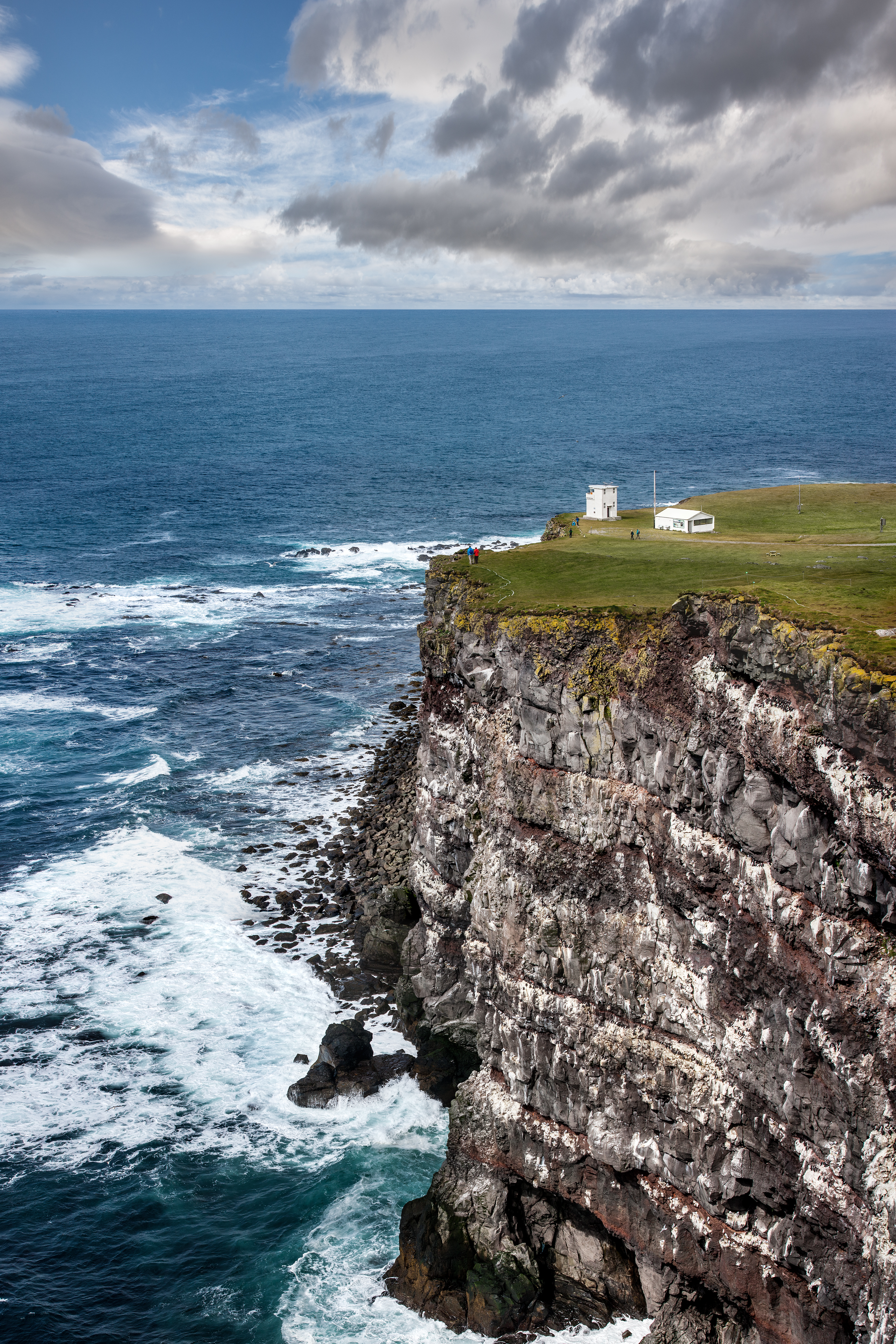
Die Steilküste am Látrabjarg in den isländischen Westfjorden

Das Kap Bjargtangar in der Küstenlandschaft Látrabjarg auf Island ist der westlichste Punkt der Insel und gilt damit als der zweitwestlichste Punkt Europas nach den Azoren mit dem Längengrad 31/16/30/W der westlichsten Insel. Kap Bjargtangar liegt im Nordwesten Islands, in der Gemeinde Vesturbyggð in den Westfjorden.
Bei seiner Klassifizierung als „zweitwestlichster Punkt Europas“ wird allerdings von einigen kleineren Inseln ebenso abgesehen wie von Grönland, von dem es noch 360 km der Dänemarkstraße trennen. Ebenso wie Grönland liegt das Kap geologisch und tektonisch betrachtet bereits auf der nordamerikanischen Kontinentalplatte, nicht auf der europäischen.
Direkt am Kap befinden sich ein Leuchtturm und eine Wetterstation. 
Koordinaten: 65° 30′ 0″ N, 24° 32′ 0″ W